# David Abril Hervás
David Abril Hervás (Inca, 29 de març de 1975) és un geògraf, educador i polític mallorquí, exdiputat al Parlament de les Illes Balears i excoportaveu de Més per Mallorca.

## Biografia
David Abril va néixer el 1975 a Inca. Als 14 anys va començar a fer feina a una fàbrica de sabates, feina que deixà als 17 anys per començar a donar classes de repàs. El 1998 es llicencià en Geografia i Història per la UIB i més tard es doctorà en Pedagogia. Durant el segon Pacte de Progrés va ser director tècnic de l'Agència de Cooperació Internacional del Govern de les Illes Balears (2007 - 2010). Entre 2010 i 2011 fou Director General de Canvi Climàtic i Educació Ambiental a la Conselleria de Medi Ambient i Territori.
Entre 1994 i 2010 va desenvolupar la seva activitat política a Esquerra Unida de les Illes Balears, organització de la qual fou coordinador general entre 2009 i 2010 i que abandonà a la primavera d'aquell any per crear un nou projecte polític acompanyat d'un sector d'ex-militants d'EU amb persones com Fina Santiago i Miquel Rosselló. Aquest nou partit, Iniciativa d'Esquerres, es fusionà al cap de poc amb Els Verds de Mallorca per crear IniciativaVerds. L'abril de 2013 va prendre possessió del seu escó al Parlament de les Illes Balears després de la dimissió de Joana Lluïsa Mascaró.
El 2015 va publicar el seu primer llibre, Repensem Mallorca: de l'especulació a la construcció de la dignitat, en què reflexiona sobre Mallorca i com millorar la societat illenca. A les eleccions d'aquell any al Parlament balear es presentà com a número 3 a la llista de MÉS per Mallorca i fou reelegit diputat. El 16 d'abril de 2016 fou elegit coportaveu de MÉS per Mallorca a l'assemblea general del partit, juntament amb Bel Busquets. El 10 de març de 2018 va acomiadar-se al congrés de Més com a coordinador del partit, càrrec en el qual va ser rellevat per l'alcalde d'Alaró, Guillem Balboa.
El 27 de març de 2018 es va acomiadar com a diputat del Parlament, renunciant al seu escó, per deixar la primera línia política.